# Ama Pipi
Amarachi « Ama » Pipi (née le 26 novembre 1995 à Londres) est une athlète britannique, spécialiste du 400 mètres.

## Biographie
En 2021, sur relais 4 × 400 mètres, elle remporte la médaille d'argent des championnats d'Europe en salle, se classe troisième des Relais mondiaux 2021 et deuxième des championnats d'Europe par équipes. Elle participe aux Jeux olympiques de Tokyo, s'inclinant en demi-finale du 400 m et se classant 5e de l'épreuve du 4 × 400 m.

## Palmarès
| Date | Compétition                    | Lieu     | Résultat | Epreuve   | Marque        |
| ---- | ------------------------------ | -------- | -------- | --------- | ------------- |
| 2023 | Championnats du monde          | Budapest | 3e       | 4 x 400 m | 3 min 21 s 04 |
| 2024 | Championnats du monde en salle | Glasgow  | 3e       | 4 x 400 m | 3 min 26 s 36 |

## Records
| Épreuve    | Performance | Lieu            | Date            |
| ---------- | ----------- | --------------- | --------------- |
| 200 mètres | 22 s 95     | Norman          | 22 avril 2017   |
| 400 mètres | 50 s 75     | Banská Bystrica | 20 juillet 2023 |